# المیتو
المَیتُو یا آلمَیتُو یکی از روستاهای بزرگ افغانستان واقع در جاغوری، ولایت غزنی است. مرکز المیتو «ناوه» است که دارای دو بازار کوچک می‌باشد. حدود ۲۵۰۰ خانوار و ۱۵۰۰۰ نفر جمعیت دارد. از جنوب به مرکز جاغوری (سنگ‌ماشه)، سبزچوب و چهل باغتو، از خاور با تبرغنکِ خواجه‌علی، الودال، سیدامد و کمرک، از شمال و غرب با ولسوالی مالستان (غیغان‌تو، دوره و پشین) هم‌مرز است. المیتو، یکی از سرچشمه‌های ارغنداب به‌شمار می‌آید که در تاریخ از این رودخانه با نام خردروی نیز یاد شده‌است.

## نام
بر اساس پژوهش‌های ریشه‌شناسی، واژهٔ اَلمَیتو (almaytoo) از سه بخش «اَلَه» که واژهٔ اوستایی و به‌معنای شاهین و عقاب است، بخش دوم «مَی» است به معنای حمله و جنگ و بخش سوم «تو» پسوند اوستایی، به‌معنای دارندگی است، المیتو یعنی جولانگاه عقاب.
بعضی زبان‌شناسان همچنان نام المیتو را یک نام مغولی می‌دانند. پسوند «تو» که یک پسوند مغولی است، به‌معنی دارنده می‌باشد، مانند: شیمه‌تو، بانیرو؛ برکت‌تو، بابرکت، بچه‌تو، صاحب فرزند و… با حساب بالا، اگر «اله» و «می» به معنی عقاب باشد و «تو» به معنی دارنده، پس المیتو در زبان مغولی نیز به معنی مکان پر از عقاب می‌باشد.

## پیشینه
المَیتو در تاریخ جاغوری و غزنی نقش برجسته‌ای داشته‌است. المیتو جایگاه فرزندان ایزدیار غزنوی است که در دوران غزنویان یکی از فرماندهان غزنوی بوده، اما در جریان جنگ غوریان و غزنویان او و علی دایه تمرد کردند و مورد خشم غزنویان قرار گرفتند. «امیر ایزدیار را سوی کوهپایه غزنِین فرستاد.». مردم المیتو در تحولات سیاسی و اجتماعی نقش مهمی داشته‌اند، شاهیار سلطان، عنوان سلطانی را که عنوان حکومتی مهمی بوده، پیشتر یا همزمان با صافی سلطان جاغوری دریافت کرده‌است. متلند، بزرگ و مهتر دستهٔ ایزدیاری را که ۷۰۰ خانوار ذکر می‌کند؛ «محمد تقی سلطان» را نام می‌برد.
در جنگ حبیب‌الله کلکانی، مردم المیتو همگام با سایر هزاره‌ها از امان‌الله حمایت کردند که قربان‌علی سلطان در جنگ ترکی حضرت غزنی کشته شد. امان‌الله پس از پیروزی سپاس‌نامه‌ای به بزرگان ایزدیاری نوشته و از قربان‌علی سلطان، محمد عیسی سلطان، علی احمد سلطان و محمد رحم ارباب نام برده‌است.

## مردم
تمام باشندگان المیتو از هزاره‌های قوم جاغوری هستند که زیرمجموعه دای بزرگ هزاره، دای میرکشه می‌باشند و با زبان دری (لهجه هزارگی) سخن می‌گویند. حدود هفتاد درصد مردم المیتو سواد خواندن و نوشتن دارند. باشندگان المیتو قوم میرداد و از دستهٔ ایزدیاری، یکی از چهار دستهٔ جاغوری، هستند. اقوام و تیره‌های سلطان، باتور، اَبغَه، خوش‌بَی، غَیبی، کاکَه‌بَی، توبری یا (دادیی)، اُونِی، شاخه، شِیخنا، سادات و… باشنده المیتو هستند.

## اقتصاد

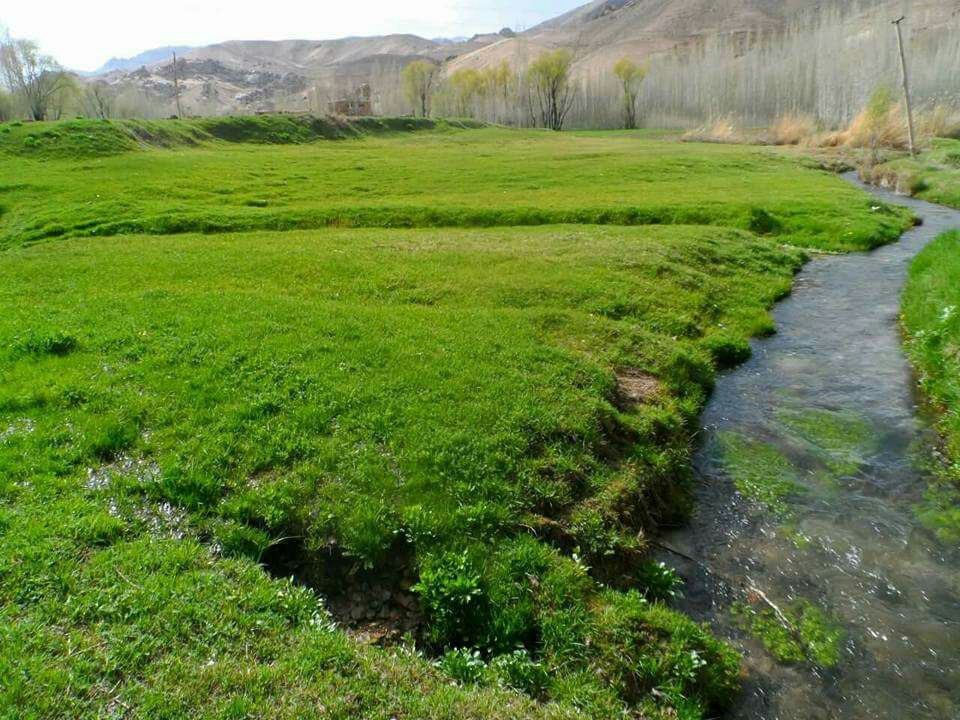
نمای زیبا از زمینهای کشاورزی المیتو

کار و کسب باشندگان المَیتو بیشتر کشاورزی است و محصولاتش گندم، جو، جواری، مُشونگ، باقلا، کچالو، زردک، شلغم، بامیه، بادنجان رومی، شبدر، عشقه (یونجه) و… است. پیشترها دانه‌های روغنی مانند شرشم می‌کاستند و در گینی (gini) روغن آن را برای روشن کردن چراغ و پلته استفاده می‌کردند و از کنجارهٔ آن برای تغذیه گاوهای شیرده سود می‌بردند. درخت‌های میوه مانند زردآلو، سیب، توت، شفتالو، شلیل و… می‌کارند. انگور، بادام، چار مغز و… نیز کم و بیش وجود دارد.
پیش از خشک‌سالی‌های اخیر، مردم در کنار کشت‌وکار، مال‌داری/ دامداری نیز داشتند، اکنون نیز برخی مردم در کنار کشاورزی، مال‌داری نیز دارند.

## فرهنگ
المیتو، دارای مراکز فرهنگی متعددی است، مانند مسجد جامع رسول اعظم، مدرسهٔ علمیه جعفریه، سه باب لیسهٔ پسرانه و دخترانه، سه باب مدرسه متوسطه، بیش از ده مدرسه ابتدایی، تعداد ۳۹ باب مسجد و منبر و…
هنرهای خوش‌نویسی، طراحی، نجاری، زرگری، گلیم‌بافی، جوال‌بافی، نمدبافی، گل‌دوزی، گراف‌کوکی، آهنگری و… از کارهای هنری این مردم است. خمک‌دوزی، عرقچین دوزی و زرگری المیتو معروف بوده، ظرافت و زیبایی ویژه‌ای دارد. عبدالاحد نظری از خوش‌نویسان بنام و نادرشاه کوهزاد از طراحان بنامی است که طرح‌هایش در پاکستان، آمریکا، افغانستان و… در کتاب‌های مختلف به چاپ رسیده‌است.
از شخصیت‌های برجستهٔ علمی المیتو علامه محمدعلی مدرس افغانی، استاد اعظم ادبیات عرب حوزه‌های علمیه نجف و قم است، دارای تألیف‌های ارجمند و علمی مانند المدرس الافضل (شرح مطول) ۸ جلد، مکررات مدرس ۴ جلد؛ جامع المقدمات مدرس ۲جلد و… و ده‌ها ساعت نوارهای درسی و… و از شخصیت‌های فرهنگی از شاعرانی مانند محمدشریف سعیدی، شکور نظری، محمدآصف جوادی، شوکت‌علی محمدی شاری و… می‌توان نام برد. زادگاه پدری دکتر عنایت‌الله قاسمی، وزیر پیشین ترانسپورت افغانستان، نیز المیتو می‌باشد.

## جغرافیا

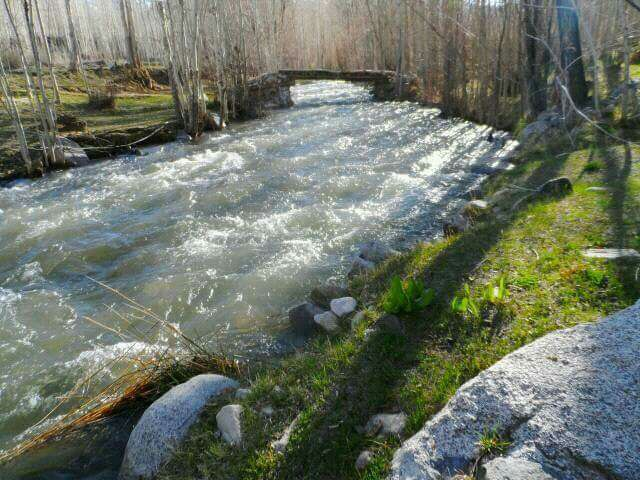
رود تاریخی ارغنداب

اَلمَیتُو، یکی از دهکده‌های بزرگ ولسوالی جاغوری، ولایت غزنی است. در المیتو دو بازار به نام‌های بازار ریگ جوی و بازار نوده وجود دارد که دومی به دلیل آنکه محل تلاقی دره‌ها و قریه‌های المیتو است، رونق و مرکزیت بیشتری دارد. حدود ۲۵۰۰ خانوار و ۱۵۰۰۰ نفر جمعیت دارد. از جنوب به مرکز جاغوری (سنگ‌ماشه)، سبزچوب و چهل باغتو، از خاور با تبرغنکِ خواجه‌علی، الودال، سیدامد و کمرک، از شمال و غرب با ولسوالی مالستان (غیغان‌تو، دوره و پشین) هم‌مرز است. المیتو، یکی از سرچشمه‌های ارگنداب (ارغنداب) به‌شمار می‌آید که در تاریخ از این رودخانه با نام خردروی نیز یاد شده‌است.
قریه‌ها و روستاهای المیتو: تبرغنکِ میرداد، میانگه، قَرغَینَه، خربید، ناوه (چهارباغ، بلنده، کوشه، آب قرغنه‌شیب، شینیه، سنگ‌صافی، ریگجوی، سیدآباد، مومَه، زنده‌مُراد، چنبر، دهن بابلی، کوت‌خانه و…)، چهل دختران، سیاه‌قُل، دایره، دهن دُورَه، شاتو، کَلَک، و… البته هر یکی از این روستاها، قریه‌های کوچک‌تری را دربر می‌گیرند.

## نگارخانه

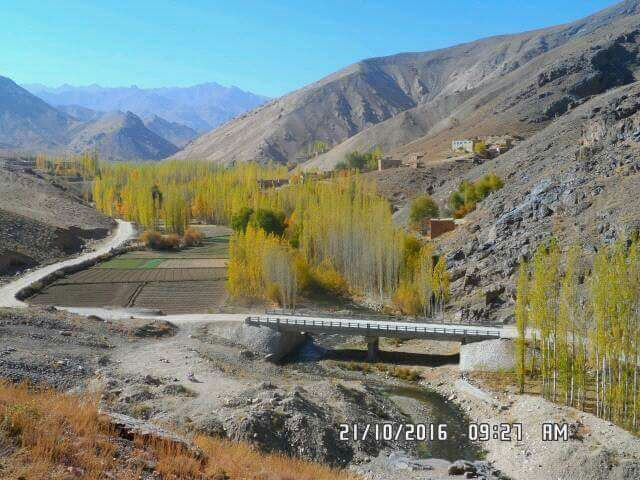
نمای از پل خاک چوپان المیتو
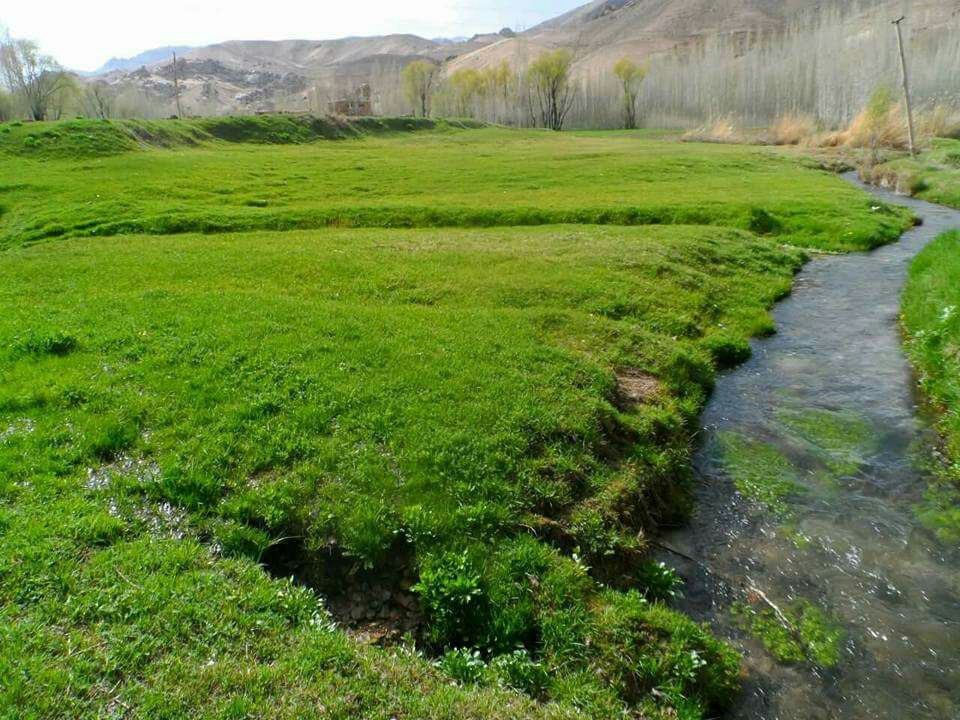
زمین‌های کشاورزی در المیتو
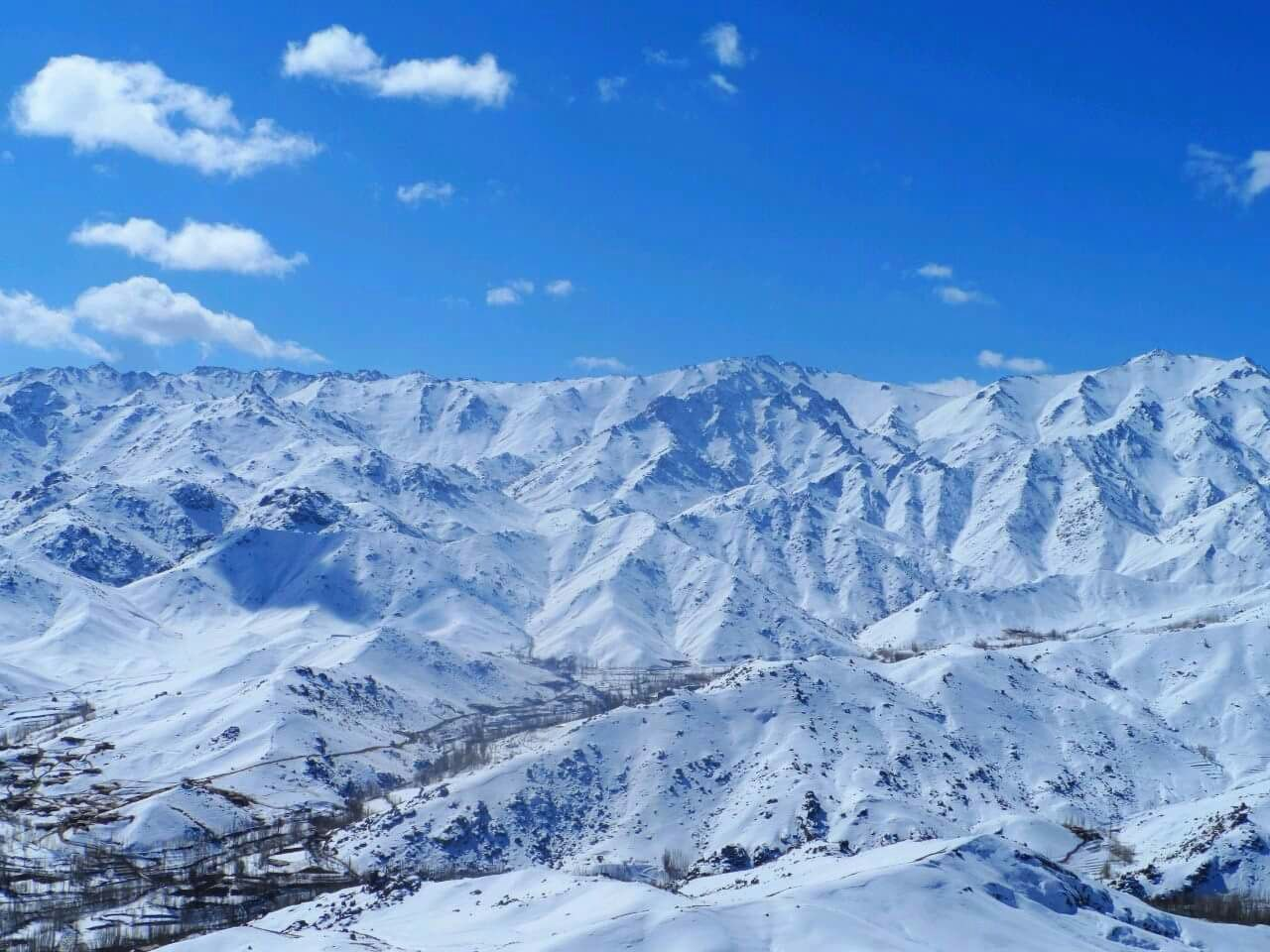
کوه‌های المیتو در زمستان
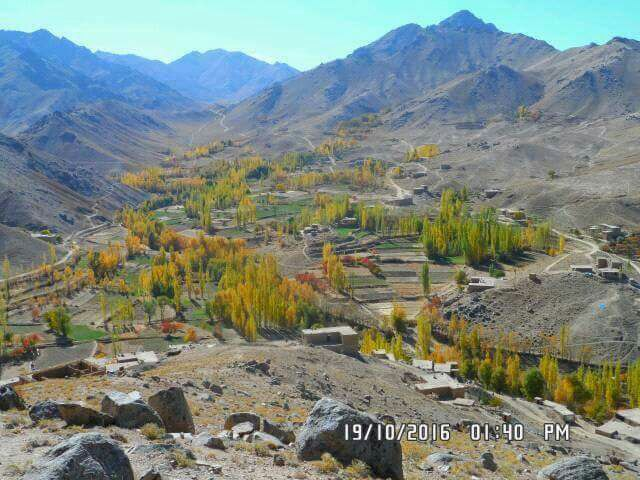
باغ‌ها و زمین‌های کشاورزی در المیتو
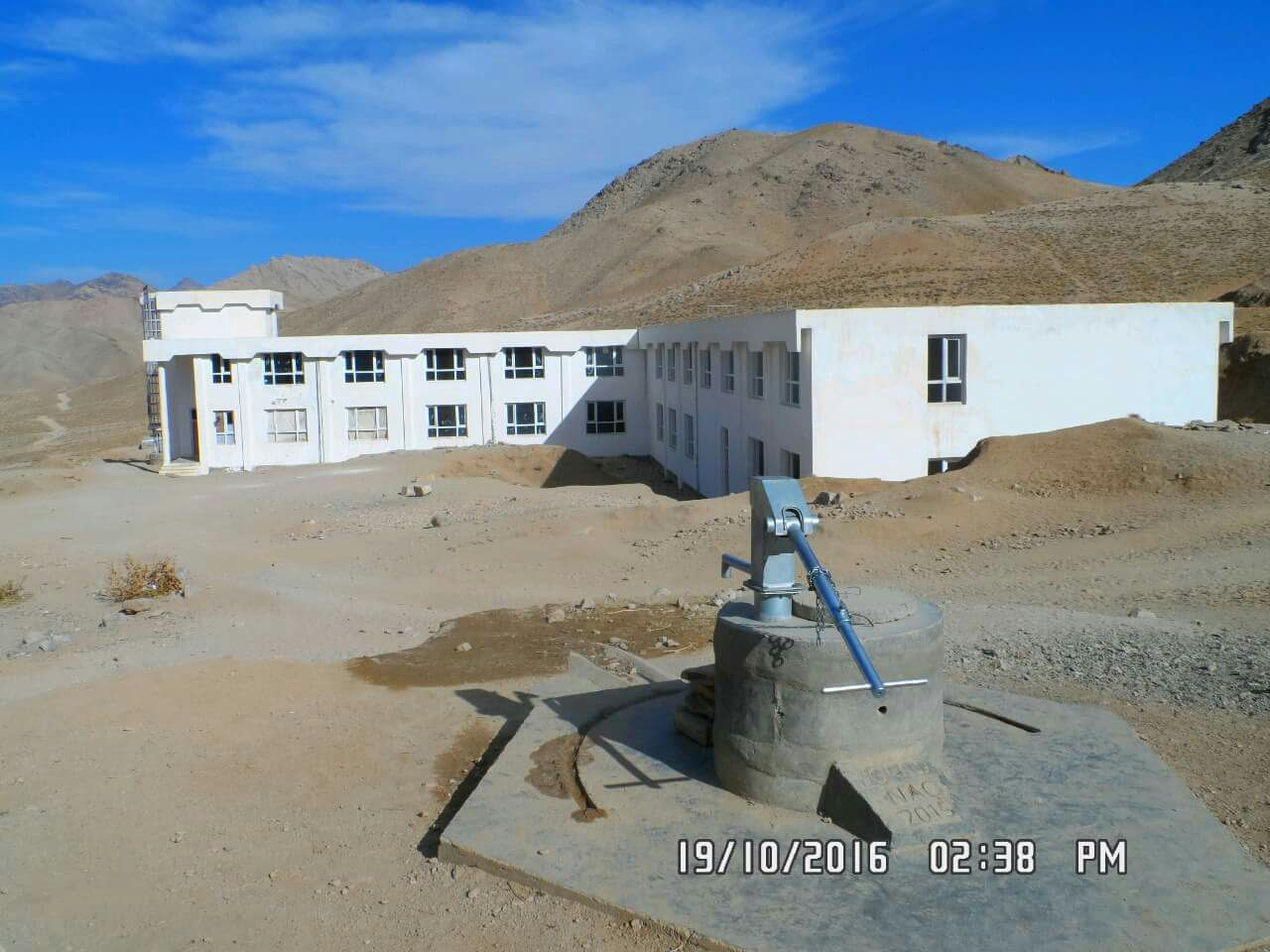
ساختمان یک مدرسه در المیتو
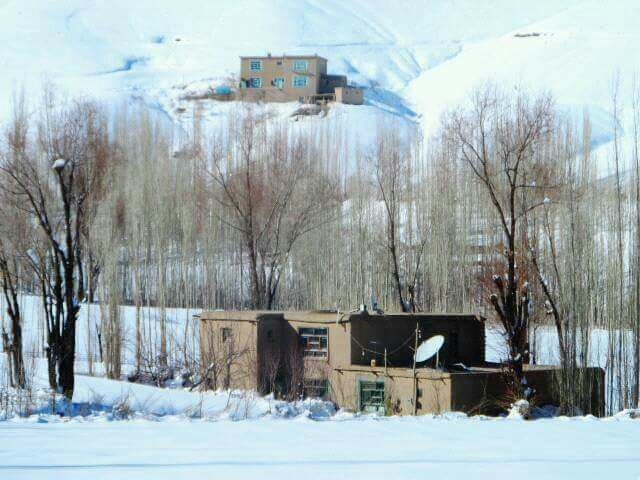
فصل زمستان در المیتو
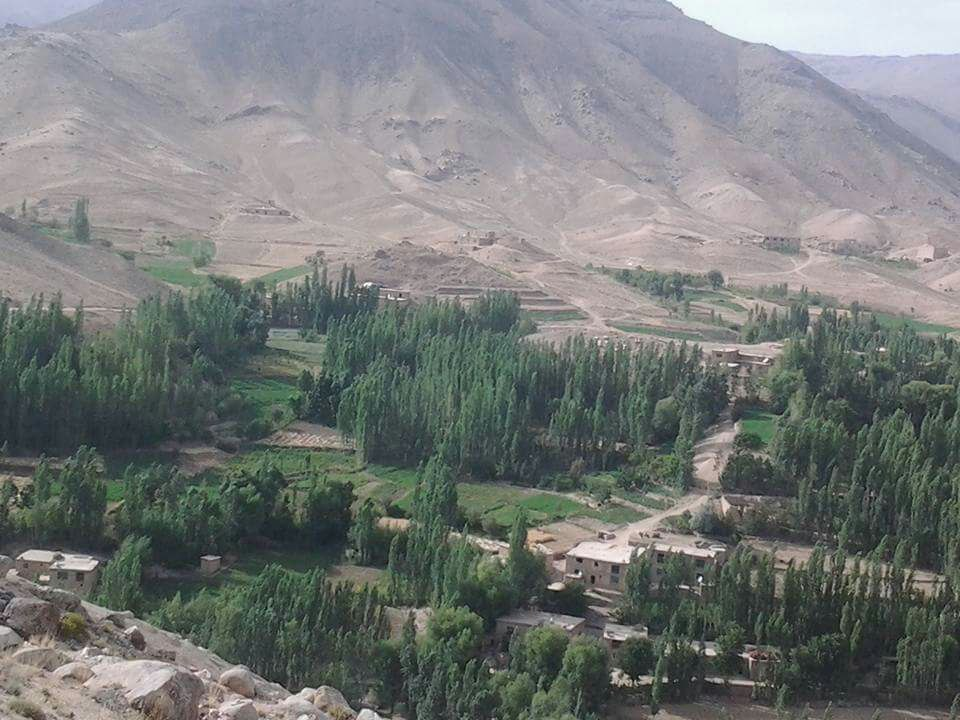
نمای تابستانی از المیتو